# Panjang Baru (Pekalongan Utara)
Panjang Baru is een bestuurslaag in het regentschap Pekalongan van de provincie Midden-Java, Indonesië. Panjang Baru telt 8564 inwoners (volkstelling 2010).